# Santa Teresa (Coyuca de Catalán)
Santa Teresa es una localidad del estado mexicano de Guerrero. Es parte del municipio de Coyuca de Catalán.

## Toponimia
El nombre «Santa Teresa» hace referencia a la santa patrona de la localidad: Teresa de Ávila.

## Demografía
| Gráfica de evolución demográfica |
|                                  |

| Censo | Población |
| ----- | --------- |
| 1900  | 316       |
| 1910  | 866       |
| 1921  | 625       |
| 1930  | 765       |
| 1940  | 671       |
| 1950  | 784       |
| 1960  | 613       |
| 1970  | 115       |
| 1980  | 1 573     |
| 1990  | 1 653     |
| 2000  | 1 535     |
| 2010  | 1 486     |
| 2020  | 1 259     |